# مجله سیدتی
سیدتی (انگلیسی: Sayidaty) یک مجله و نشریه در مورد زنان است که به زبان عربی به صورت هفتگی، و به زبان انگلیسی به صورت ماهانه در دبی و بیروت منتشر می‌شود. این مجله توسط هشام حافظ و برادرش در لندن تأسیس شد که در سال ۱۹۸۱ در ریاض نیز مقر آن را تأسیس کردند.